# Зекерия шадраван
Зекерия шадраван (на македонска литературна норма: Зекерија шадраван; на турски: Zekiriya Şadırvan) е историческо съоръжение в град Охрид, Северна Македония. Като част от комплекса на Зейнел Абедин паша теке шадраванът е паметник на културата.
Шадраванът е от западната страна на Хаяти Баба тюрбе и е служел за ритуално измиване преди молитва, както и за мисраф шадраван – място за приемане на гости и отмора и разговор на дервишите. Изграден е от шейх Зекерия, който догражда и тюрбето. Има неправилна, издължена седмоъгълна форма с дървена конструкция и покрив от турски керемиди. Стените са паянтови и измазани с вар. В шадравана са запазени миндерите за седене около централния фонтан.